# Khon Kaen (stad)
Khon Kaen (Thais: ขอนแก่น) is een stad in Noordoost-Thailand. Khon Kaen is hoofdstad van de provincie Khon Kaen en het district Khon Kaen. De stad telde in 2000 bij de volkstelling 141.034 inwoners.

## Externe links

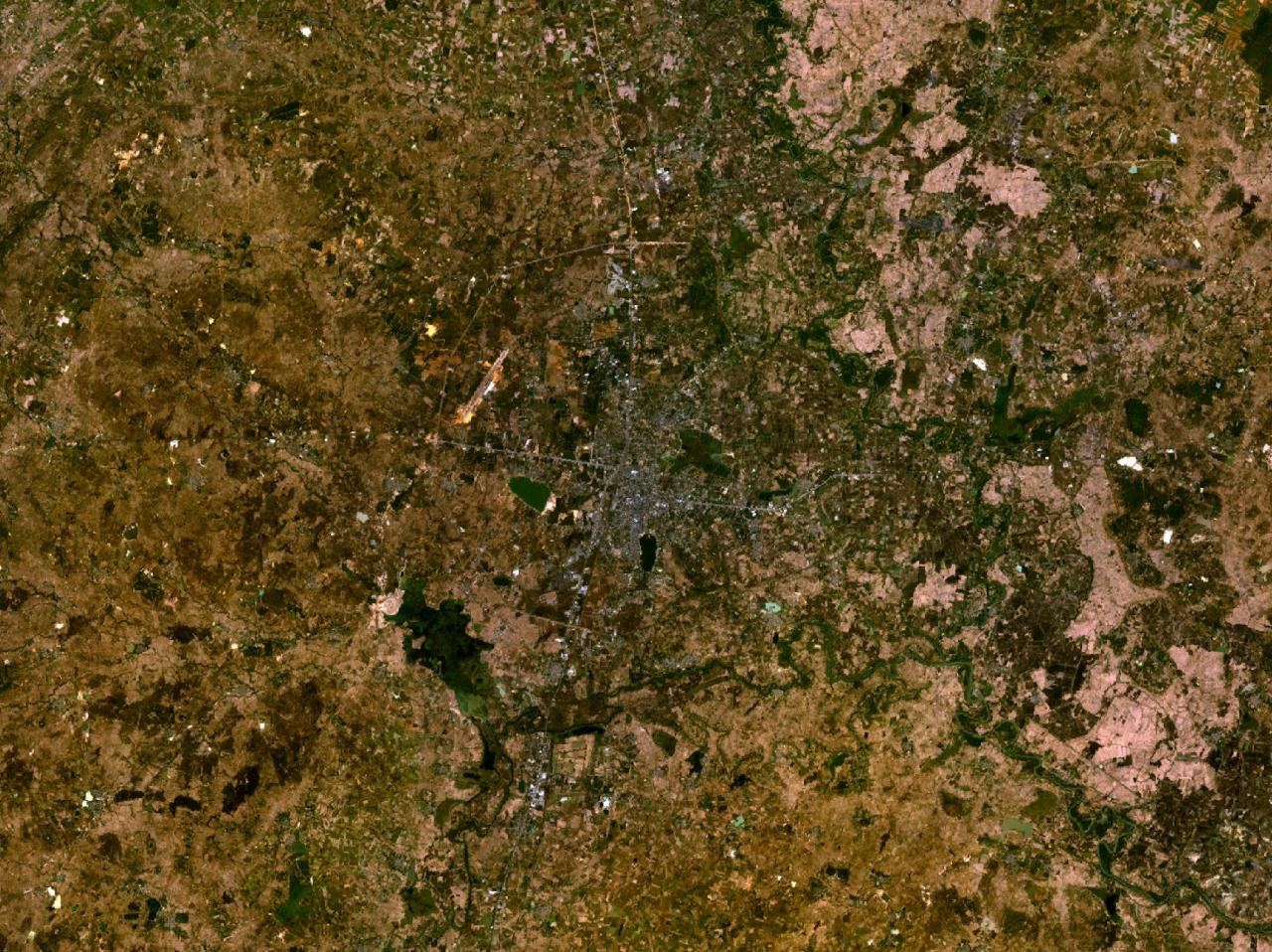
Satellietfoto